# Sempervivum herfriedianum
Sempervivum herfriedianum är en fetbladsväxtart som beskrevs av Neeff. Sempervivum herfriedianum ingår i släktet taklökar, och familjen fetbladsväxter. Inga underarter finns listade i Catalogue of Life.